# 差异球菌属
差异球菌属为肉杆菌科的一属细菌。该属的模式种为耳炎差异球菌（Alloiococcus otitis）。

## 下属物种
- 耳炎差异球菌 Alloiococcus otitis Aguirre and Collins 1992